# Doppelbild (Kartenspiel)
[#WEITERLEITUNG Glossar von Kartenspielbegriffen#doppelköpfig